# Lista administratorów NASA

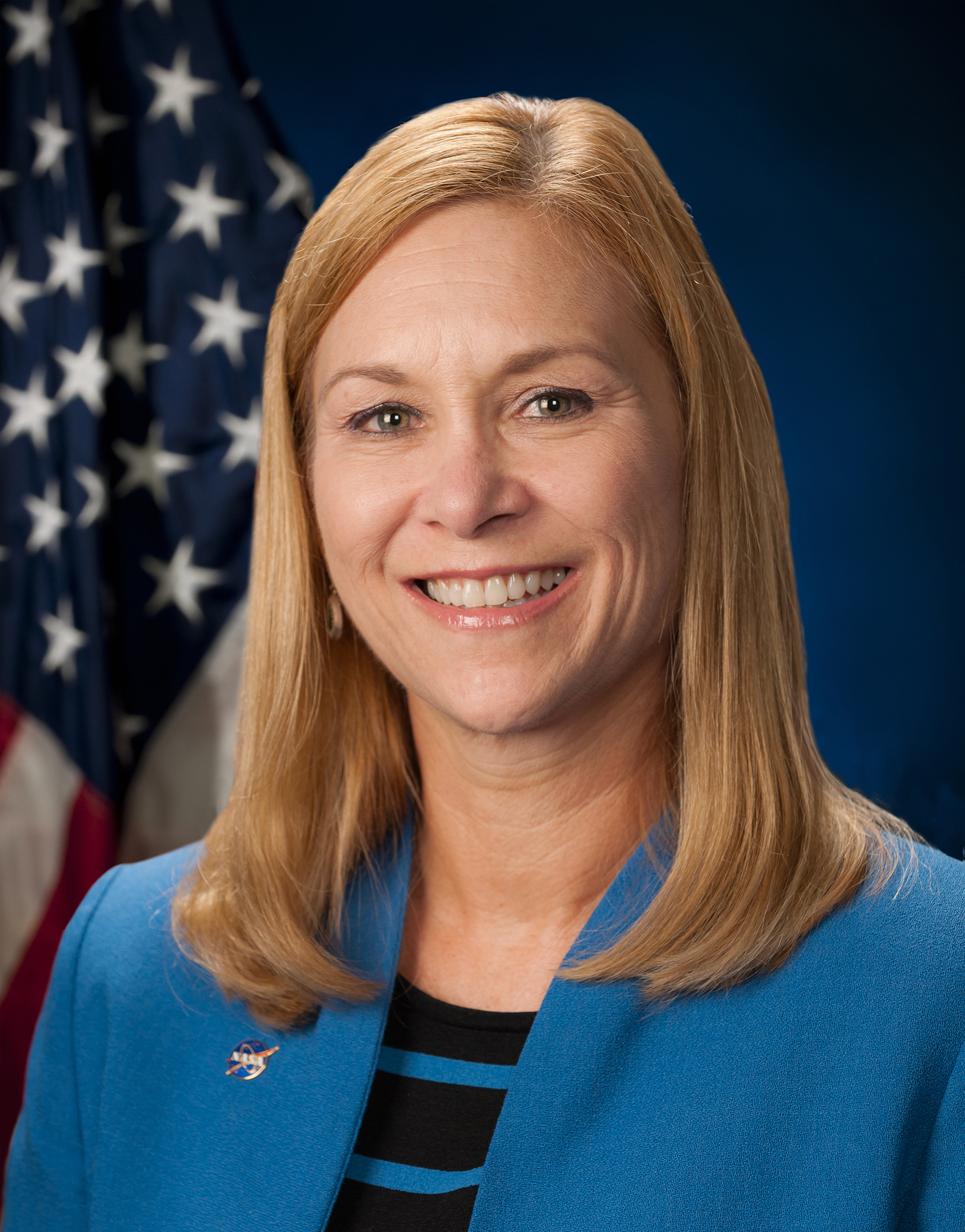
Janet Petro, urzędująca jako administrator NASA od 20 stycznia 2025 roku

Poniżej znajduje się lista administratorów NASA w kolejności chronologicznej. NASA, czyli Narodowa Agencja Aeronautyki i Przestrzeni Kosmicznej, jest wydziałem administracji rządowej Stanów Zjednoczonych, zajmującym się amerykańskim programem kosmicznym oraz rozwojem techniki lotniczej.

## Lista chronologiczna
| Numer | Imię i nazwisko              | Zdjęcie                        | Okres urzędowania                                                           |
| ----- | ---------------------------- | ------------------------------ | --------------------------------------------------------------------------- |
| 1     | Thomas Keith Glennan         |                                | 19 sierpnia 1958–20 stycznia 1961                                           |
| -     | Hugh Latimer Dryden p.o.     |                                | 21 stycznia 1961–14 lutego 1961                                             |
| 2     | James Edwin Webb             |                                | 14 lutego 1961–7 października 1968                                          |
| 3     | Thomas Otten Paine           |                                | pełnił obowiązki administratora w okresie 8 października 1968–21 marca 1969 |
| 3     | Thomas Otten Paine           | 21 marca 1969–15 września 1970 |                                                                             |
| -     | George Michael Low p.o.      |                                | 16 września 1970–26 kwietnia 1971                                           |
| 4     | James Chipman Fletcher       |                                | 27 kwietnia 1971–1 maja 1977                                                |
| -     | Alan Mathieson Lovelace p.o. |                                | 2 maja 1977–20 czerwca 1977                                                 |
| 5     | Robert Alan Frosch           |                                | 21 czerwca 1977–20 stycznia 1981                                            |
| -     | Alan Mathieson Lovelace p.o. |                                | 21 stycznia 1981–10 lipca 1981                                              |
| 6     | James Montgomery Beggs       |                                | 10 lipca 1981–4 grudnia 1985                                                |
| -     | William Robert Graham p.o.   |                                | 4 grudnia 1985–11 maja 1986                                                 |
| 7     | James Chipman Fletcher       |                                | 12 maja 1986–8 kwietnia 1989                                                |
| -     | Dale Dehaven Myers p.o.      |                                | 8 kwietnia 1989–13 maja 1989                                                |
| 8     | Richard Harrison Truly       |                                | pełnił obowiązki administratora w okresie 14 maja 1989–30 czerwca 1989      |
| 8     | Richard Harrison Truly       | 1 lipca 1989–31 marca 1992     |                                                                             |
| 9     | Daniel Saul Goldin           |                                | 1 kwietnia 1992–17 listopada 2001                                           |
| -     | Daniel Russel Mulville p.o.  |                                | 19 listopada 2001–21 grudnia 2001                                           |
| 10    | Sean O’Keefe                 |                                | 21 grudnia 2001–11 lutego 2005                                              |
| -     | Frederick Drew Gregory p.o.  |                                | 11 lutego 2005–14 kwietnia 2005                                             |
| 11    | Michael Douglas Griffin      |                                | 14 kwietnia 2005–20 stycznia 2009                                           |
| -     | Christopher Jon Scolese p.o. |                                | 21 stycznia 2009–16 lipca 2009                                              |
| 12    | Charles Frank Bolden Jr.     |                                | 17 lipca 2009–19 stycznia 2017                                              |
| -     | Robert M. Lightfoot Jr. p.o. |                                | 20 stycznia 2017–22 kwietnia 2018                                           |
| 13    | James Frederick Bridenstine  |                                | 23 kwietnia 2018–20 stycznia 2021                                           |
| -     | Stephen G. Jurczyk p.o.      |                                | 20 stycznia 2021–3 maja 2021                                                |
| 14    | Bill Nelson                  |                                | 3 maja 2021– 20 stycznia 2025                                               |
| -     | Janet Petro                  | Janet Petro                    | 20 stycznia 2025– obecnie                                                   |